# 10464 Jessie
10464 Jessie eller 1979 SC är en asteroid i huvudbältet som upptäcktes den 17 september 1979 av Harvard College Observatory. Den är uppkallad efter Jessica Lynne Peterson.
Asteroiden har en diameter på ungefär 3 kilometer.